# 南汇区
南汇区是中華人民共和國上海市已撤销的市辖区，原辖行政区域于2009年8月9日零时正式划归浦东新区。南汇区位於上海市的東南端，南臨杭州湾，東臨东海，北邻浦东新区，西邻奉贤区和闵行区。面積809.5平方公里，拥有59.5公里的海岸线。户籍人口975,017人（2006年）。

## 行政區劃史

### 明朝至1911年
南匯地区成陆于唐朝，因长江口向南延伸，与杭州湾在此交汇而得名“南汇嘴”。1386年，明朝为防倭寇，在南汇嘴(今惠南镇)筑城，设守御南汇嘴中后千户所。1557年（明嘉靖三十六年）因海防筑“川沙堡城”。1726年（清雍正四年）从上海县划出长人乡建立南匯县，管辖着浦东大部分地区，屬江苏省。1810年（清嘉庆十五年），由于军事原因，在县內的川沙堡城始置「川沙抚民厅」。1911年11月（武昌起義後，中華民國開國前夕），川沙抚民厅改為川沙县，從南匯縣分出。

### 1912-49年
中華民國開國後，1912年设道制（废府州厅），1914年南匯縣改遂隶沪海道。1928年废道，南匯縣直屬江苏省。1937年中華民國抗日戰爭期間，先后从属于上海市大道政府、上海市行政督办公署和上海特别市政府，南汇县政府隨之易名为「南汇县政务署」和「南江特别区公署」。1944年，汪精衛政府恢复南汇县政府之名。

### 1949年後
1949年5月16日，中国人民解放军占领南汇，划归苏南行政区松江专区专员公署管辖。1950年将下属北蔡、张江、黄楼、六团等地划归川沙县。1958年11月，中华人民共和国国务院决定，将南汇县划归上海市管辖。2001年撤县设区。2009年5月6日，上海市人民政府举行例行新闻发布会，通报称：国务院批复同意同意撤消南汇区，将其行政区域并入浦东新区。2009年8月8日，上海市浦东新区四届人大一次会议闭幕，会议选举产生浦东新区新一届人大和“一府两院”领导班子。至此，原浦东新区和原南汇区的“两区合并”工作在法律意义上已经完成，自8月9日零时起，原南汇区在行政层面上不再存在。

## 行政区划
南汇区下辖14个镇、1个街道、若干工业区：
- 镇：惠南镇、新场镇、大团镇、周浦镇、航头镇、芦潮港镇、康桥镇、宣桥镇、六灶镇、祝桥镇、泥城镇、书院镇、万祥镇、老港镇
- 街道：申港街道
- 工业区：康桥工业区、上海南汇工业区、南汇滨海旅游度假区、上海国际医学园区、南汇现代农业园区、上海海洋高新开发区。

## 教育

### 高等教育
南汇科教园区自2000年动工，至今已建成占地3平方公里，集教育、科研、产业为一体的科教新城，上海海事大学、上海海洋大学、上海电力学院、上海工商外国语学院、上海思博职业技术学院、复旦太平洋金融保险学院（已停办）、托普信息技术学院等已先后落户园区，师生规模已达4万人。科教园区规划用地666.67公顷，其中教育园400公顷，研发园133.33公顷，产业园133.33公顷，总投资22亿元，用5-6年的时间，建立教育、研发、产业相结合的现代化科教园区，创造良好的经济效益和社会效益。
其他高等学校：
- 上海工商外国语学院：惠南镇观海路505号
- 上海托普信息技术学院：惠南镇勤奋路1号
- 上海医药高等专科学院：周浦镇周祝公路279号
- 上海中侨学院：康桥镇川周公路2788号
- 上海交通职业技术学院：新场镇下盐路2888号
- 上海思博职业技术学院：惠南镇城南路1408号
- 上海建桥学院：康桥镇康桥路1500号（已经升本，以专科为主）

### 中等教育
南汇区有数所高级中学。其中，二所市重点高中：位于南汇大学城的上海南汇中学和位于临港新城的上海中学东校；两所区重点高中：华东师范大学附属周浦中学和大团高级中学。

## 旅游
南汇区近年来陆续建成了一批旅游景点和设施：
- 上海野生动物园即在南汇境内。
- 上海鲜花港位于南汇区东海农场。
- 南汇桃花节每年3月至4月，现已成为全市性的节日，或称上海桃花节。
- 浦东射击游乐有限公司
- 滨海高尔夫俱乐部
- 滨海森林公园
- 东海影视乐园
- 峻友赛车俱乐部
- 滴水湖
- 南汇嘴观海公园
- 中国航海博物馆
- 洋山海岛风景区
- 南汇博物馆
- 东海大桥
- 希迪垂钓园

## 经济
南汇地区的人在古代就懂得煮海制盐，當地出現了“下沙盐场”。宋朝时盐场开到了現今的新场鎮地界上。
南汇区2006年GDP为45亿美元。出口创汇18.8亿美金，曾经多次评为全国十大富县。由于浦东国际机场的扩建和洋山深水港的建成，临港新城的规划使南汇区迎来了一个崭新的发展时期。全区GDP大部分增长依靠两港，预计到2010年将帮助上海成为世界第一大海港。洋山保稅港區由东海大桥接南汇区芦潮港镇。拥有众多知名企业，比如西门子，挪威的UNITOR，意大利的RINTAL SPA，和碩聯合科技等。

## 特产
- 南汇水蜜桃：中国地理标志产品。
- 上海蜜梨
- 8424西瓜
- 伊丽莎白甜瓜